# شانون لوسيد
شانون ماتيلدا ويلز لوسيد (بالإنجليزية: Shannon Lucid)‏ (مولودة في 14 يناير، 1943) عالمة كيمياء حيوية أمريكية، ورائدة فضاء متقاعدة من ناسا. في وقتٍ ما، حملت الرقم القياسي لأطول مدة بقاء في الفضاء بصفتها أمريكية، وبصفتها امرأة أيضًا. حلّقت إلى الفضاء خمس مرات بما في ذلك مهمتها ذات الفترة الطويلة على متن محطة الفضاء مير في عام 1996. وكانت الامرأة الأمريكية الوحيدة التي عملت على متن مير. صنّفت مجلة ديسكفر لوسيد واحدة من أهم خمسين امرأة في مجال العلم في عام 2002.

## النشأة
وُلدت لوسيد في شنغهاي في الصين لأبوين مُبشرين بالكنيسة المعمدانية هما أوسكار وميرتل ويلز، سجنها اليابانيون رفقة أهلها في أول عام من حياتها. أُطلق سراحهم أثناء تبادل السجناء، وبقيت في الولايات المتحدة حتى انتهاء الحرب العالمية الثانية. عندما كان عمرها 6 أعوام، قرر والداها مغادرة الصين بسبب وصول الشيوعيين إلى السلطة. استقروا في بيثاني في ولاية أوكلاهوما، وأنهت لوسيد المرحلة الثانوية في مدرسة بيثاني في عام 1960. حصلت على شهادة طيار بعد فترة قصيرة من إنهائها للمرحلة الثانوية، واشترت طائرة قديمة لأخذ والدها إلى لقاءات الإحياء. التحقت بجامعة أوكلاهوما، وحصلت منها على البكالوريوس في الكيمياء عام 1963، وعلى الماجستير في الكيمياء الحيوية في عام 1970، وعلى درجة الدكتوراه في الكيمياء الحيوية عام 1973.

## مسيرتها المهنية الأكاديمية
تشمل خبرة لوسيد عددًا متنوعًا من المهام الأكاديمية، مثل مساعدة التدريس في قسم الكيمياء في جامعة أوكلاهوما من عام 1963 حتى 1964، وكبيرة فنيي مختبر في مؤسسة أوكلاهوما للبحث الطبي من عام 1964 إلى 1966، وكيميائية في مؤسسة كير-مغي في أوكلاهوما سيتي في ولاية أوكلاهوما من عام 1966 إلى 1968، وأستاذة مساعدة في قسم الكيمياء الحيوية وعلم الأحياء الجزيئي في مركز العلوم الصحية في جامعة أوكلاهوما من عام 1969 إلى 1973، وباحثة مشاركة في مؤسسة أوكلاهوما للبحث الطبي في أوكلاهوما سيتي من عام 1974 حتى اختيارها لبرنامج تدريب المرشحين لرواد الفضاء.

## مسيرتها المهنية في ناسا

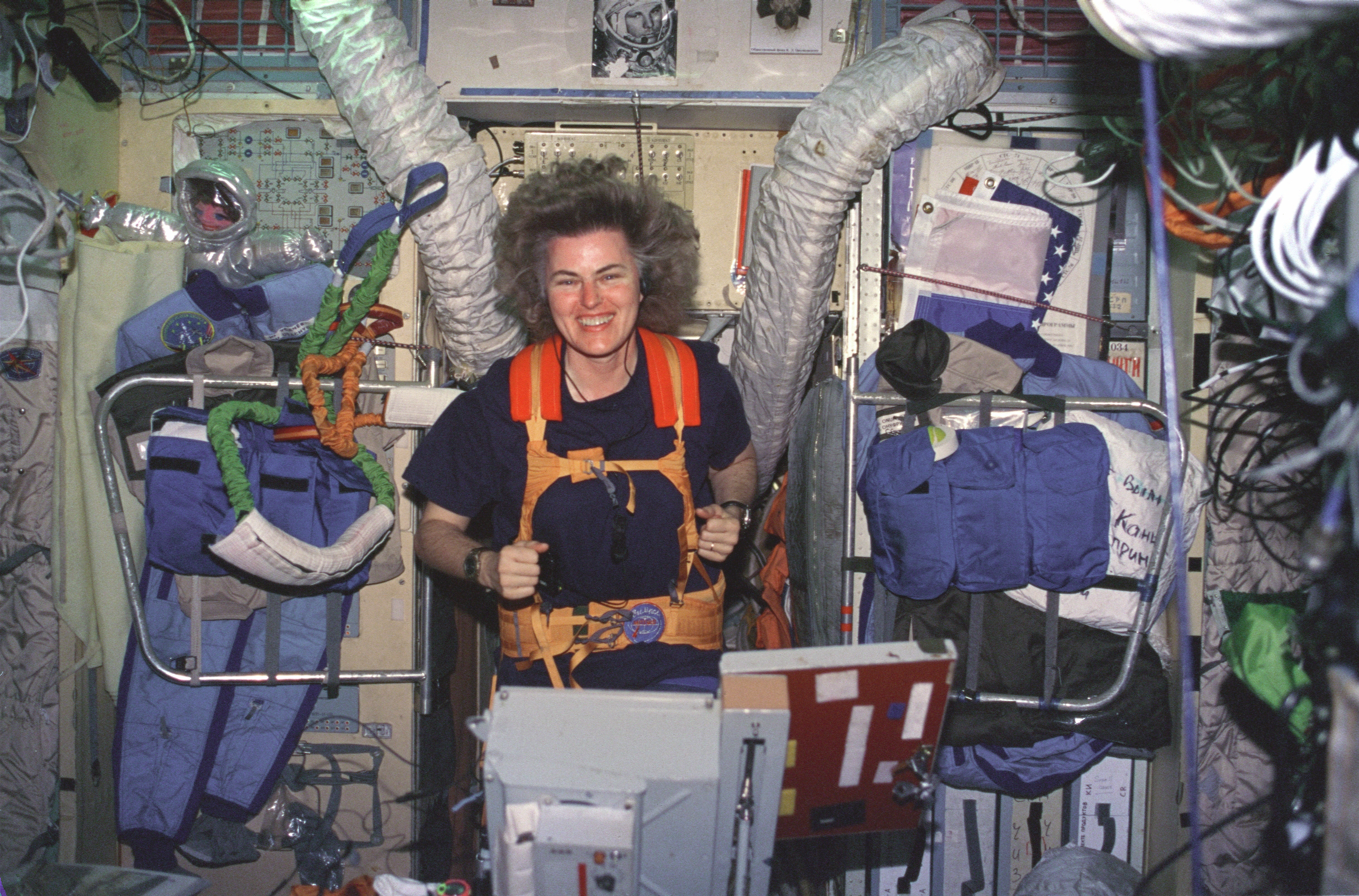
رائدة الفضاء شانون لوسيد تتمرّن على جهاز المشي الذي تم تجميعه في وحدة "بيز بلوك" بمحطة الفضاء الروسية مير.

أعلنت ناسا في عام 1978 طلبها لمرشحات إناث استجابةً للقوانين الجديدة في مكافحة التمييز في ذلك الوقت. اختيرت لوسيد في فيلق ناسا لرواد الفضاء في عام 1978. كانت لوسيد الوحيدة من بين ستة نساء في هذه الفئة الأولى لرائدات الفضاء التي كانت أمًّا عند اختيارها.
كانت رحلة لوسيد الفضائية الأولى هي مهمة إس تي إس-51-جي على متن مكوك الفضاء ديسكفري في يونيو عام 1985. حلّقت على متن المهمات المكوكية التالية: إس تي إس-34 في عام 1989، وإس تي إس-43 في عام 1991، وإس تي إس-58 في عام 1993.
لوسيد معروفة برحلتها الفضائية الخامسة حيث أمضت 188 يوم في الفضاء، منذ 22 مارس وحتى 26 سبتمبر عام 1996، من ضمنها 179 يوم على متن محطة الفضاء الروسية مير. سافرت على متن مكوك الفضاء أتلانتيس من وإلى المحطة مير، إذ انطلقت على متن المهمة إس تي إس-76، وعادت على متن المهمة إس تي إس-79. لم يكن من المتوقع أن تطول إقامتها على متن مير، ولكن أُجلت عودتها مرتين، وبالتالي مُددت إقامتها ستة أسابيع. قامت خلال المهمة بالعديد من تجارب علوم الفيزياء وعلوم الحياة. ونتيجة لوقتها على متن مير، حملت الرقم القياسي لأكبر عدد ساعات في المدار بصفتها رائدة فضاء غير روسية، وأكبر عدد ساعات في المدار بصفتها امرأة. في 16 يونيو عام 2007، تجاوزت سونيتا ويليامز على متن محطة الفضاء الدولية رقم لوسيد القياسي لأطول مدة رحلة فضائية.

## ريادة الفضاء
شاركت في المهمات الفضائية:
- إس تي إس-51-جي
- إس تي إس-58
- إس تي إس-76
- إس تي إس-43
- إس تي إس-34
- إس تي إس-79

## جوائز
حصلت على جوائز منها:
- Congressional Space Medal of Honor
- Medal "For Merit in Space Exploration"
- قاعة الشهرة الوطنية للمرأة
- Oklahoma Women's Hall of Fame.